# Coptotettix curvimarginus
Coptotettix curvimarginus är en insektsart som beskrevs av Zheng, Z., F-m. Shi och Guang Yu Luo 2003. Coptotettix curvimarginus ingår i släktet Coptotettix och familjen torngräshoppor. Inga underarter finns listade i Catalogue of Life.